# Batalha de Bassano
A Batalha de Bassano foi um confronto militar travado em 8 de setembro de 1796, durante as guerras revolucionárias francesas. Ela foi lutada no território da então República da Veneza, entre os exércitos da República Francesa, liderados por Napoleão Bonaparte, e da Áustria, comandados pelo conde Dagobert von Wurmser.
A batalha foi travada em Bassano, quando os austríacos tentaram deter o avanço francês e liberar a cidade de Mântua, que estava sob cerco. Os franceses conseguiram botar o exército da Áustria em fuga e conquistaram uma importante vitória.